# Bunium macuca
Bunium macuca é uma espécie de planta com flor pertencente à família Apiaceae. 
A autoridade científica da espécie é Boiss., tendo sido publicada em Elenchus Plantarum Novarum 44. 1838.

## Portugal
Trata-se de uma espécie presente no território português, nomeadamente os seguintes táxones infraespecíficos:
- Bunium macuca subsp. macuca - presente em Portugal Continental. Em termos de naturalidade é nativa endémica da Península Ibérica. Não se encontra protegida por legislação portuguesa ou da Comunidade Europeia.